# Caldisericota
Phylum
Synonymes
- Caldisericota Whitman et al. 2018
- Caldisericaeota Oren et al. 2015
- Caldiserica Mori et al. 2009

Les Caldisericota sont un phylum monotypique du règne des Pseudomonadati au sein du domaine Bacteria. Son nom provient de Caldisericum qui est le genre type de ce phylum.
Selon la LPSN (22 avril 2025) ce phylum ne comporte qu'une seule classe, les Caldisericia Mori et al. 2009.

## Taxonomie
Ce phylum est proposé dès 2009 par K. Mori et al. sous le nom de « Caldiserica ». Ce n'est qu'en 2021 qu'il est publié de manière valide par Oren et Garrity après un renommage conforme au code de nomenclature bactérienne (le nom du phylum devant être dérivé de celui de son genre type, en l'occurrence Caldisericum, par adjonction du suffixe -ota conformément à une décision de l'ICSP en 2021).